# John Bernard MacGinley
John Bernard MacGinley (ur. 19 sierpnia 1871 w Croagh, Hrabstwo Donegal, zm. 18 października 1969 w Killybegs, Hrabstwo Donegal) – irlandzki duchowny katolicki, biskup diecezjalny Monterey-Fresno w USA w latach 1924-1932.

## Życiorys
Święcenia kapłańskie otrzymał 8 czerwca 1895 w Rzymie z rąk abp. Edmunda Stonora. W roku następnym, po uzyskaniu doktoratu, wyjechał do Stanów Zjednoczonych i został wykładowcą w seminarium duchownym archidiecezji filadelfijskiej. W latach 1905–1910 był rektorem seminarium w Vigan City na Filipinach.
2 kwietnia 1910 papież Pius X mianował go ordynariuszem ówczesnej diecezji Nueva Caceres (Filipiny). Sakry udzielił mu delegat apostolski w USA abp Diomede Falconio OFM. 24 marca 1924 powrócił do USA by objąć diecezję Monterey-Fresno w Kalifornii. Na przedwczesną emeryturę przeszedł 26 września 1932 z powodów zdrowotnych. Otrzymał wówczas biskupią stolicę tytularną Croae. Powrócił wówczas w rodzinne strony i tam mieszkał do końca życia.
Od października 1968 roku, po śmierci hiszpańskiego biskupa Mateo Múgica y Urrestarazu, był najstarszym wiekiem hierarchą katolickim.